# ألان بود
آلان بيتر بود (16 نوفمبر 1937 - 13 يناير 2023)، هو اقتصادي بريطاني، وعضو مؤسس في لجنة السياسة النقدية التابعة لبنك إنجلترا في عام 1997. ترك بود لجنة السياسة النقدية في مايو 1999، وعمل بين أغسطس 1999 و2008 عميدًا لكلية الملكة في جامعة أكسفورد.
كان بود رئيسًا مؤقتًا لمكتب الحكومة الملكية لمتابعة الميزانية خلال عام 2010.